# Tony Volpentest
Tony Volpentest (* 1973 in Edmonds, Washington) ist ein ehemaliger US-amerikanischer Sprinter, Paralympicssieger und Weltrekordhalter, der durch einen Gendefekt ohne Füße und Hände geboren wurde.

## Karriere
Im Alter von 15 Jahren begann Volpentest in der High School mit der Leichtathletik. Seine Rennen mit „Nicht-Behinderten“ beendete er zunächst meist als Letzter (z. B. 16,9 Sekunden über die 100 Meter), dies änderte sich jedoch, nachdem er mit hochwertigen Flex-Foot Cheetah-Karbonprothesen antrat. Bereits damals lief er Zeiten, die in die Nähe der paralympischen Rekorde kamen.
Weltweit bekannt wurde er ab 1992 mit den Erfolgen bei den Paralympischen Spielen in Barcelona, als er über die 100 und 200 Meter die Goldmedaille gewann. Diese Erfolge konnte er 1996 in Atlanta wiederholen.
Eine besondere Ehre wurde ihm 1996 zuteil, als er bei den Paralympischen Spielen in Atlanta Fahnenträger der US-amerikanischen Mannschaft war.

## Erfolge (Auszug)
Aufgrund beider fehlender Füße ist Volpentest der Kategorie T43 zugeordnet, dennoch trat er normalerweise in der Kategorie T44 an (Amputation eines Beins unterhalb des Knies):

### Weltmeisterschaften 1990 Saint-Étienne
- 100 Meter – Goldmedaille
- 200 Meter – Goldmedaille
- 400 Meter – Goldmedaille

### Paralympics 1992 Barcelona
- 100 Meter – Goldmedaille – 11,63 Sekunden
- 200 Meter – Goldmedaille – 23,07 Sekunden
- 4 × 100 Meter – Silbermedaille – 45,97 Sekunden

### Paralympics 1996 Atlanta
- 100 Meter – Goldmedaille – 11,36 Sekunden
- 200 Meter – Goldmedaille – 23,28 Sekunden

### Weltmeisterschaften 1999 Barcelona
- 100 Meter – Goldmedaille
- 200 Meter – Goldmedaille – 22,85 Sekunden

### Paralympics 2000 Sydney
- 100 Meter – 4. Platz – 11,81 Sekunden
- 200 Meter – DNF

## Privatleben
Heute lebt Volpentest mit seinem Sohn (* 1998) in Chandler (Arizona) und beschäftigt sich in seiner Freizeit mit Golf, Taekwondo, Bowling, Basketball, Fußball, Radfahren, Schwimmen und Laufen.